# Смуров, Александр Антонович
Александр Антонович Смуров (1884—1937) — русский учёный-физик в области электротехники, специалист по технике высоких напряжений и передаче электроэнергии. Доктор технических наук (1937), профессор (1919), один из составителей плана ГОЭЛРО.

## Биография
Родился 3 января (15 января по новому стилю) 1884 года в состоятельной петербургской семье.
В 1902 году окончил с золотой медалью Первую Санкт-Петербургскую гимназию, где его любимыми предметами были физика и химия. В 1906 году окончил Петербургский университет, в 1911 — Петербургский электротехнический институт, получив квалификацию инженера-электрика 1-го разряда. Работал главным инженером-электриком при строительстве Ораниенбаумской электрической железной дороги.
С 1919 года — профессор Петроградского электротехнического института, где организовал и возглавил кафедру и лабораторию техники высоких напряжений. В этой лаборатории впервые были проведены исследования по грозозащите энергосистем Советского Союза.
В 1920 году Смуров организовал крупнейшую в Европе лабораторию высоких напряжений, которой позже было присвоено его имя.
Выступал с докладами по результатам своих исследований на международных конференциях в Париже (1927), Болонье (1928) и Берлине (1929).
Занимался государственной деятельностью — был членом Ленсовета, членом Госплана и директором Ленинградского электротехнического института (1924—1930).
В 1937 году он был репрессирован и погиб в лагере. Его научная деятельность была прервана.
Погребён на Смоленском православном кладбище на южной стороне Кочетковской дорожки в ограде семейного захоронения, уч.39.

## Труды
А. А. Смуров — автор более 40 научных трудов, в том числе 27 учебников и монографий.
Основные работы Смурова посвящены технике высоких напряжений, передаче электрической энергии на расстояние и теории разряда в газах. Он одним из первых в СССР начал разработку теории устойчивости электропередач. Им был предложен графоаналитический метод механического расчёта линий и разработана теория развития разряда в газах. Смуровым были созданы новые приборы для измерений при высоком напряжении.

## Заслуги
- Заслуженный деятель науки и техники РСФСР (1937).
- Был избран членом Американского математического общества.

## Память
- Лаборатория высоких напряжений ЛЭТИ в Санкт-Петербурге носит имя профессора А. А. Смурова.